# Wapen van Maasbracht

Het wapen van de voormalige gemeente Maasbracht.

Het wapen van Maasbracht heeft in zijn geschiedenis twee verschillende verschijningen gehad. Tot 1992 stond op het schild nog de Heilige Gertrudis van Nijvel. Op beide wapens heeft het wapen van Echt gestaan.

## Geschiedenis
Voordat de gemeente Maasbracht als zodanig bestond, viel zij onder het rechtsgebied van de stad Echt. Dit betekende in die tijd ook dat Maasbracht geen eigen wapen of zegel had. Toen Maasbracht wel een eigen wapen mocht gaan voeren, koos het ervoor om op het wapen het wapen van Echt te voeren naast de parochieheilige Sint Gertrudis.
In 1991 fuseerde de oude gemeente Maasbracht met de gemeentes Linne, Ohé en Laak en Stevensweert. Dit resulteerde in een nieuw wapen voor de nieuwe gemeente Maasbracht. Wederom bestond de helft van het wapen uit het wapen van Echt. Echter, ditmaal was de bovenste helft voor het wapen van Echt en de onderste helft werd gevuld door de leeuw van Gelre en de leeuw uit het wapen van Stevensweert. De leeuw van Gelre werd ook in het wapen van Linne gebruikt.
Het wapen van Ohé en Laak is niet overgenomen.

## Blazoen
Vanaf 9 mei 1889 luidde de beschrijving van het wapen van Maasbracht als volgt:
Gedeeld: rechts in keel een St.Andrieskruis van zilver, vergezeld van 12 herkruiste kruisjes van goud, in elk kanton 3 (Echt); links in goud de H.Gertrudis van Nivelles, dragende het gewaad van abdis van sabel, aangezicht en handen van natuurlijke kleur, houdende in de linkerhand een kromstaf van goud, waartegen achter elkander opklimmen 3 muisjes van goud, de kromming van den staf van sabel.
Het oude wapen van Maasbracht was verticaal gedeeld. In het rechter deel, voor de kijker links, het wapen van Echt. Dat is een rood vlak, met daar overheen een zilveren kruis met in elk kanton drie gouden herkruiste kruisjes. Op de linker helft staat de heilige Gertrudis van Nivelles. Zij draagt een zwart abdissen gewaad. Haar gezicht en handen zijn van natuurlijke kleur. In haar linkerhand houdt zij een kromstaf welke goudkleurig is. Drie muisjes klimmen omhoog en zijn ook goudkleurig. De kromming van de staf is ook zwart en begint na een goudkleurige knop.
Op 21 februari 1992 verkreeg de gemeente Maasbracht een nieuw wapen. Dit was naar aanleiding van de fusie met de gemeentes Linne, Ohé en Laak en Stevensweert. Het blazoen van het nieuwe wapen luidde:
Doorsneden: I in keel een schuinkruis van zilver, vergezeld van twaalf herkruiste kruisjes van goud; II gedeeld; a in azuur een omgewende gekroonde dubbelstaartige leeuw van goud, getongd en genageld van keel; b in keel, bezaaid met elf blokjes van zilver, een dubbelstaartige leeuw van zilver, gekroond van goud. Het schild gedekt met een gouden kroon van drie bladeren en twee parels.
Ook dit wapen is gedeeld, echter nu horizontaal. Het bovenste deel vertoond het wapen van Echt: een rood veld met daarop een zilveren kruis met tussen de poten in totaal twaalf herkruiste kruisjes van goud. Het onderste deel van het wapen is ook gedeeld, dit deel is verticaal gedeeld. In deel a staat een blauwe ondergrond met daarop een gekroonde leeuw, deze heeft een dubbele start en is geheel van goud. De nagels en tong van de leeuw zijn rood. Dit is de leeuw van het graafschap Gelre. In deel b staat de zilveren dubbelstaartige leeuw van Stevensweert. Deze leeuw is gekroond met een gouden kroon. Het veld waarin deze leeuw staat is bezaaid met elf zilveren blokjes.

Het wapenschild is gekroond met een gouden kroon met drie bladeren waartussen twee parels staan.

## Verwante wapens

Maasbracht (1889)
Wapen van Echt
Wapen van Stevensweert
Gelre